# Microscópio de Contraste Interferencial

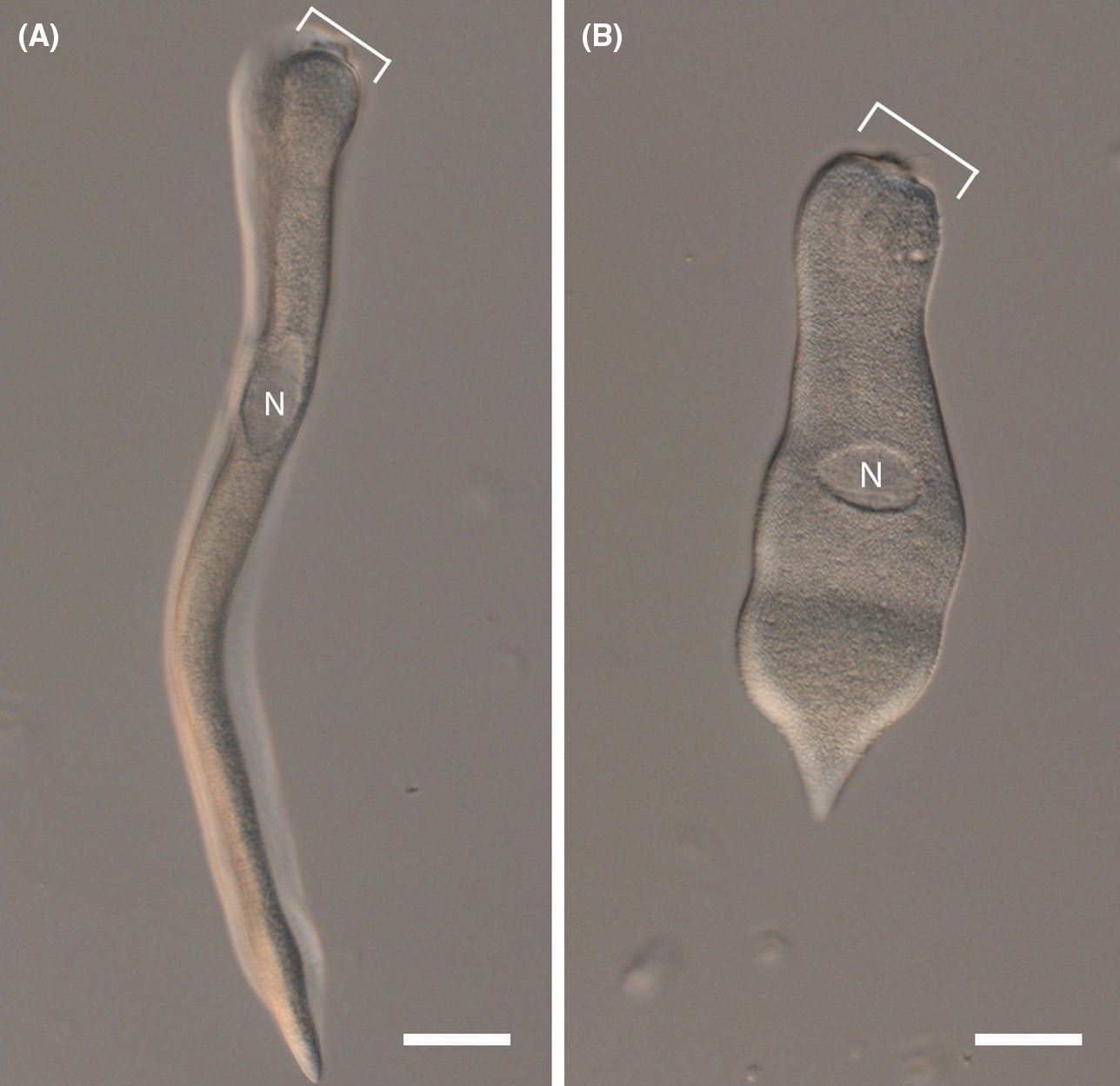
fotografia do parasita Platyproteum usando o Microscópio de Contraste Interferencial.

Microscópio de Contraste Interferencial, também conhecido como Microscópio de Contraste Interferencial de Nomarski (CIN) ou Microscópio de Nomaski, é uma técnica de Microscopia Óptica usada para aumentar o contraste em amostras coradas/manchadas e transparentes. DIC funciona utilizando o princípio da interferometria para obtenção de informação sobre o comprimento do caminho óptico da amostra, para obter características de outra maneira invisíveis. Um sistema óptico relativamente complexo produz uma imagem com o objeto aparecendo branco e preto em um fundo cinza. Essa imagem é similar àquela obtida na microscopia de Contraste de fase mas sem o halo de difração bilhante. Essa técnica foi desenvolvida pelo Físico polaco Georges Nomarski em 1952.
Dic funciona separando uma fonte de luz polarizada em duas partes ortogonalmente polarizadas mutuamente coerentes que são espacialmente deslocadas (cisadas/cisalhadas) no plano da amostra e recombinadas antes da observação. A interferência das duas partes na recombinação é sensível à diferença de seus caminhos ópticos (p.ex. o produto do index refrativo é o tamanho do caminho geométrico). Adicionando a esse sistema um deslocamento ajustável da fase de maneira a determinar a interferência ao zero a amostra, o contraste é proporcional ao gradiente do comprimento do caminho óptico ao longo da direção do cisalhamento, dando a impressão/aparência de um relevo correspondente à variação da densidade óptica da amostra, dando ênfase às linhas e beiradas/bordas ainda que não fornecendo uma imagem topograficamente precisa.